# Nabla-Operator
Der Nabla-Operator ist ein Symbol, das in der Vektor- und Tensoranalysis benutzt wird, um kontextabhängig einen der drei Differentialoperatoren Gradient, Divergenz oder Rotation zu notieren. Das Formelzeichen des Operators ist das Nabla-Symbol {\displaystyle \nabla } (auch {\displaystyle {\vec {\nabla }}} oder {\displaystyle {\underline {\nabla }}}, um die formale Ähnlichkeit zu üblichen vektoriellen Größen zu betonen).
Der Name „Nabla“ leitet sich ab von einem harfenähnlichen phönizischen Saiteninstrument, das in etwa die Form dieses Zeichens hatte. Die Schreibweise wurde von William Rowan Hamilton (1805–1865) eingeführt und vom Mathematiker Peter Guthrie Tait (1831–1901) weiterentwickelt. Im Englischen wird der Operator als „del“ bezeichnet.

## Definition
Formal ist der Nabla-Operator ein Vektor, dessen Komponenten die partiellen Ableitungsoperatoren {\displaystyle \textstyle {\frac {\partial }{\partial x_{i}}}} sind:
{\displaystyle {\vec {\nabla }}=\left({\frac {\partial }{\partial x_{1}}},\ldots ,{\frac {\partial }{\partial x_{n}}}\right)}
Er kann dabei sowohl als Spaltenvektor (zum Beispiel grad) als auch als Zeilenvektor (zum Beispiel div) auftreten.
Im dreidimensionalen kartesischen Koordinatensystem schreibt man auch:
{\displaystyle {\vec {\nabla }}=\left({\frac {\partial }{\partial x}},{\frac {\partial }{\partial y}},{\frac {\partial }{\partial z}}\right)={\vec {e}}_{x}{\frac {\partial }{\partial x}}+{\vec {e}}_{y}{\frac {\partial }{\partial y}}+{\vec {e}}_{z}{\frac {\partial }{\partial z}}}
Dabei sind {\displaystyle {\vec {e}}_{x}}, {\displaystyle {\vec {e}}_{y}} und {\displaystyle {\vec {e}}_{z}} die Einheitsvektoren des Koordinatensystems. In allgemein krummlinigen Koordinaten {\displaystyle \Theta _{i}} sind die Einheitsvektoren durch die kontravarianten Basisvektoren zu ersetzen:
{\displaystyle {\vec {\nabla }}=\sum _{i=1}^{n}{\vec {g}}^{i}{\frac {\partial }{\partial \Theta _{i}}}\quad {\text{mit}}\quad {\vec {g}}^{i}:=\operatorname {grad} \Theta _{i}\,.}
Darin ist {\displaystyle \operatorname {grad} } der Gradientenoperator. Bei der Anwendung dieses Nabla-Operators auf ein Vektorfeld ist zu beachten, dass die Basisvektoren in krummlinigen Koordinatensystemen im Allgemeinen von den Koordinaten {\displaystyle \Theta _{i}} abhängen und ebenfalls zu differenzieren sind.
Gerechnet wird mit dem Nabla-Operator wie mit einem Vektor, wobei das „Produkt“ von beispielsweise {\displaystyle \textstyle {\frac {\partial }{\partial x_{i}}}} mit einer rechts davon stehenden Funktion {\displaystyle f} als partielle Ableitung {\displaystyle \textstyle {\frac {\partial f}{\partial x_{i}}}} interpretiert wird.

## Darstellung anderer Differentialoperatoren

### Im n-dimensionalen Raum
Sei {\displaystyle D\subset \mathbb {R} ^{n}} eine offene Teilmenge, {\displaystyle f\colon D\to \mathbb {R} } eine differenzierbare Funktion und {\displaystyle {\vec {V}}=(V_{1},\dots ,V_{n})^{\top }\colon D\to \mathbb {R} ^{n}} ein differenzierbares Vektorfeld. Das hochgestellte ┬ bezeichnet die Transposition.
Das (formale) Produkt von {\displaystyle {\vec {\nabla }}} mit der Funktion {\displaystyle f} ergibt deren Gradienten:
{\displaystyle {\vec {\nabla }}f=\operatorname {grad} f=\left({\frac {\partial f}{\partial x_{1}}},\ldots ,{\frac {\partial f}{\partial x_{n}}}\right)^{\top }\,.}
Das transponierte (formale) dyadische Produkt „{\displaystyle \otimes }“ von {\displaystyle {\vec {\nabla }}} mit dem Vektorfeld {\displaystyle {\vec {V}}} ergibt dessen Gradienten oder Jacobi-Matrix:
{\displaystyle ({\vec {\nabla }}\otimes {\vec {V}})^{\top }=\operatorname {grad} {\vec {V}}=J_{\vec {V}}={\begin{pmatrix}{\frac {\partial V_{1}}{\partial x_{1}}}&\ldots &{\frac {\partial V_{1}}{\partial x_{n}}}\\\vdots &\ddots &\vdots \\{\frac {\partial V_{n}}{\partial x_{1}}}&\ldots &{\frac {\partial V_{n}}{\partial x_{n}}}\end{pmatrix}}\,.}
Das (formale) Skalarprodukt mit dem Vektorfeld {\displaystyle {\vec {V}}} ergibt dessen Divergenz:
{\displaystyle {\vec {\nabla }}\cdot {\vec {V}}=\operatorname {div} {\vec {V}}=\sum _{i=1}^{n}{\frac {\partial V_{i}}{\partial x_{i}}}\,.}
Sie ist die Spur des Gradienten.

### Laplace-Operator
Das (formale) Skalarprodukt {\displaystyle {\vec {\nabla }}^{2}} von {\displaystyle {\vec {\nabla }}} mit sich selbst ergibt den Laplace-Operator {\displaystyle \Delta }, denn es gilt
{\displaystyle \nabla ^{2}={\vec {\nabla }}\cdot {\vec {\nabla }}=\sum _{i=1}^{n}{\frac {\partial ^{2}}{\partial x_{i}^{2}}}=\Delta \,.}
Manche Autoren verwenden das Symbol {\displaystyle \nabla ^{2}} oder {\displaystyle {\vec {\nabla }}{\vec {\nabla }}} auch für die Hesse-Matrix, deshalb sollte immer der Kontext angegeben werden.

### Richtungsableitung
Bei einem gegebenen Vektor {\displaystyle {\vec {H}}} kann mit dem Operator
{\displaystyle \operatorname {D} _{\vec {H}}:={\vec {H}}\cdot {\vec {\nabla }}=\sum _{i=1}^{n}H_{i}{\frac {\partial }{\partial x_{i}}}}
die Richtungsableitung von differenzierbaren Funktionen {\displaystyle f} in Richtung des Vektors {\displaystyle {\vec {H}}} berechnet werden:
{\displaystyle \operatorname {D} _{\vec {H}}f=({\vec {H}}\cdot {\vec {\nabla }})f={\vec {H}}\cdot {\vec {\nabla }}f={\vec {H}}\cdot \operatorname {grad} (f)=\operatorname {grad} (f)\cdot {\vec {H}}}
siehe den Zusammenhang zwischen Gradient und Richtungsableitung. Ist die Funktion ein Vektorfeld {\displaystyle {\vec {V}}}, dann berechnet sich das Produkt aus der Jacobi-Matrix des Feldes und dem Vektor:
{\displaystyle {\begin{aligned}\operatorname {D} _{\vec {H}}{\vec {V}}&=\underbrace {({\vec {H}}\cdot {\vec {\nabla }}){\vec {V}}} ={\vec {H}}\cdot ({\vec {\nabla }}\otimes {\vec {V}})=({\vec {\nabla }}\otimes {\vec {V}})^{\top }\cdot {\vec {H}}\!\!\!\!\!\!\!\!\!\!&=&\underbrace {\mathrm {grad} ({\vec {V}})} \cdot {\vec {H}}\\&={\begin{pmatrix}H_{1}{\frac {\partial }{\partial x_{1}}}V_{1}+&\ldots &+H_{n}{\frac {\partial }{\partial x_{n}}}V_{1}\\\vdots &\ddots &\vdots \\H_{1}{\frac {\partial }{\partial x_{1}}}V_{n}+&\ldots &+H_{n}{\frac {\partial }{\partial x_{n}}}V_{n}\end{pmatrix}}\!\!\!\!\!\!\!\!\!\!&=&{\begin{pmatrix}{\frac {\partial V_{1}}{\partial x_{1}}}&\ldots &{\frac {\partial V_{1}}{\partial x_{n}}}\\\vdots &\ddots &\vdots \\{\frac {\partial V_{n}}{\partial x_{1}}}&\ldots &{\frac {\partial V_{n}}{\partial x_{n}}}\end{pmatrix}}{\begin{pmatrix}H_{1}\\\vdots \\H_{n}\end{pmatrix}}\end{aligned}}}
siehe Vektorgradient und die Anwendung in der Kontinuumsmechanik unten.

### Im dreidimensionalen Raum
Sei {\displaystyle D\subset \mathbb {R} ^{3}} nun eine offene Teilmenge, {\displaystyle f\colon D\to \mathbb {R} } eine differenzierbare Funktion und {\displaystyle {\vec {V}}=(V_{x},V_{y},V_{z})^{\top }\colon D\to \mathbb {R} ^{3}} ein differenzierbares Vektorfeld. Die Indizes …x,y,z bezeichnen hier die Vektorkomponenten und keine Ableitungen. Im dreidimensionalen Raum {\displaystyle \mathbb {R} ^{3}} mit den kartesischen Koordinaten {\displaystyle x}, {\displaystyle y}, {\displaystyle z} stellen sich die obigen Formeln wie folgt dar:
Der Nabla-Operator angewandt auf das Skalarfeld {\displaystyle f} ergibt den Gradienten des Skalarfeldes
{\displaystyle \operatorname {grad} f={\vec {\nabla }}f=\left({\frac {\partial f}{\partial x}},{\frac {\partial f}{\partial y}},{\frac {\partial f}{\partial z}}\right)^{\top }={\frac {\partial f}{\partial x}}{\vec {e}}_{x}+{\frac {\partial f}{\partial y}}{\vec {e}}_{y}+{\frac {\partial f}{\partial z}}{\vec {e}}_{z}\,.}
Das Ergebnis ist ein Vektorfeld. Hierbei sind {\displaystyle {\vec {e}}_{x},\,{\vec {e}}_{y},\,{\vec {e}}_{z}} die Einheitsvektoren des {\displaystyle \mathbb {R} ^{3}}.
Der Nabla-Operator angewandt auf das Vektorfeld {\displaystyle {\vec {V}}} ergibt die Divergenz des Vektorfeldes als formales Skalarprodukt mit dem Vektorfeld zu
{\displaystyle \operatorname {div} {\vec {V}}={\vec {\nabla }}\cdot {\vec {V}}={\frac {\partial V_{x}}{\partial x}}+{\frac {\partial V_{y}}{\partial y}}+{\frac {\partial V_{z}}{\partial z}},}
also ein Skalarfeld.
Eine Besonderheit des dreidimensionalen Raums ist die Rotation eines Vektorfelds. Sie ergibt sich durch (rechtsseitige) Verknüpfung über das formale Kreuzprodukt als
{\displaystyle \operatorname {rot} {\vec {V}}={\vec {\nabla }}\times {\vec {V}}={\begin{pmatrix}{\frac {\partial V_{z}}{\partial y}}-{\frac {\partial V_{y}}{\partial z}}\\{\frac {\partial V_{x}}{\partial z}}-{\frac {\partial V_{z}}{\partial x}}\\{\frac {\partial V_{y}}{\partial x}}-{\frac {\partial V_{x}}{\partial y}}\end{pmatrix}}}
also wieder ein Vektorfeld.
Zylinderkoordinaten {\displaystyle (\rho ,\varphi ,z)} und Kugelkoordinaten {\displaystyle (r,\theta ,\varphi )} sind Beispiele für krummlinige Koordinaten. Die Formeln für den Gradient in Zylinder- und Kugelkoordinaten ergeben sich aus den Nabla-Operatoren
{\displaystyle {\begin{aligned}{\text{in Zylinderkoordinaten:}}\quad &{\vec {\nabla }}={\vec {e}}_{\rho }{\frac {\partial }{\partial \rho }}+{\frac {1}{\rho }}{\vec {e}}_{\varphi }{\frac {\partial }{\partial \varphi }}+{\vec {e}}_{z}{\frac {\partial }{\partial z}}\\{\text{bzw. Kugelkoordinaten:}}\quad &{\vec {\nabla }}={\vec {e}}_{r}{\frac {\partial }{\partial r}}+{\frac {1}{r}}{\vec {e}}_{\theta }{\frac {\partial }{\partial \theta }}+{\frac {1}{r\sin \theta }}{\vec {e}}_{\varphi }{\frac {\partial }{\partial \varphi }}\,.\end{aligned}}}
Bei der Anwendung auf ein Vektorfeld ist wie oben erwähnt zu beachten, dass die Basisvektoren in krummlinigen Koordinatensystemen im Allgemeinen wie auch hier von den Koordinaten abhängen und ebenfalls zu differenzieren sind. Beispielsweise ergibt sich für die Divergenz eines Vektorfeldes in Zylinderkoordinaten, wo die Basisvektoren {\displaystyle {\vec {e}}_{\rho }} und {\displaystyle {\vec {e}}_{\varphi }} vom Winkel φ abhängen und {\displaystyle {\tfrac {\partial }{\partial \varphi }}{\vec {e}}_{\rho }={\vec {e}}_{\varphi },\,{\tfrac {\partial }{\partial \varphi }}{\vec {e}}_{\varphi }=-{\vec {e}}_{\rho }} gilt:
{\displaystyle {\begin{aligned}\operatorname {div} {\vec {V}}=&{\vec {\nabla }}\cdot {\vec {V}}=\left({\vec {e}}_{\rho }{\frac {\partial }{\partial \rho }}+{\frac {1}{\rho }}{\vec {e}}_{\varphi }{\frac {\partial }{\partial \varphi }}+{\vec {e}}_{z}{\frac {\partial }{\partial z}}\right)\cdot (V_{\rho }{\vec {e}}_{\rho }+V_{\varphi }{\vec {e}}_{\varphi }+V_{z}{\vec {e}}_{z})\\=&{\frac {\partial }{\partial \rho }}V_{\rho }+{\frac {1}{\rho }}{\vec {e}}_{\varphi }\cdot {\frac {\partial }{\partial \varphi }}(V_{\rho }{\vec {e}}_{\rho }+V_{\varphi }{\vec {e}}_{\varphi }+V_{z}{\vec {e}}_{z})+{\frac {\partial V_{z}}{\partial z}}\\=&{\frac {\partial }{\partial \rho }}V_{\rho }+{\frac {1}{\rho }}{\vec {e}}_{\varphi }\cdot \left({\frac {\partial V_{\rho }}{\partial \varphi }}{\vec {e}}_{\rho }+V_{\rho }{\vec {e}}_{\varphi }+{\frac {\partial V_{\varphi }}{\partial \varphi }}{\vec {e}}_{\varphi }-V_{\varphi }{\vec {e}}_{\rho }+{\frac {\partial V_{z}}{\partial \varphi }}{\vec {e}}_{z}\right)+{\frac {\partial V_{z}}{\partial z}}\\=&{\frac {\partial V_{\rho }}{\partial \rho }}+{\frac {1}{\rho }}V_{\rho }+{\frac {1}{\rho }}{\frac {\partial V_{\varphi }}{\partial \varphi }}+{\frac {\partial V_{z}}{\partial z}}\,.\end{aligned}}}

## Notation mit Subskript
Wirkt der Nablaoperator nur auf bestimmte Komponenten einer Funktion mit einem mehrdimensionalen Argument, so wird dies durch ein Subskript angedeutet. Für eine Funktion {\displaystyle f({\vec {r}},t)} mit {\displaystyle {\vec {r}}=(x_{1},x_{2},\dotsc ,x_{n})} beispielsweise ist
{\displaystyle {\vec {\nabla }}_{\vec {r}}f=\left({\frac {\partial f}{\partial x_{1}}},{\frac {\partial f}{\partial x_{2}}},\dots ,{\frac {\partial f}{\partial x_{n}}}\right)^{\top }}
im Gegensatz zu
{\displaystyle {\vec {\nabla }}f=\left({\frac {\partial f}{\partial x_{1}}},{\frac {\partial f}{\partial x_{2}}},\dots ,{\frac {\partial f}{\partial x_{n}}},{\frac {\partial {f}}{\partial t}}\right)^{\top }\,.}
Diese Bezeichnung ist üblich, wenn mit dem Nabla-Symbol das einfache Differential (d. h. die einzeilige Jacobi-Matrix) bzw. ein Teil davon bezeichnet wird.
Gelegentlich tritt alternativ für die Schreibweise mit dem Nabla-Symbol {\displaystyle {\vec {\nabla }}_{\vec {r}}} die Schreibweise {\displaystyle {\tfrac {\partial }{\partial {\vec {r}}}}} auf.

## Darstellung als Quaternion
Sir William Rowan Hamilton definierte den Nabla-Operator als reine Quaternion
{\displaystyle \nabla :=\mathrm {i} \,{\frac {\partial }{\partial x}}+\mathrm {j} \,{\frac {\partial }{\partial y}}+\mathrm {k} \,{\frac {\partial }{\partial z}}}
mit den komplex-imaginären Einheiten {\displaystyle \mathrm {i} }, {\displaystyle \mathrm {j} } und {\displaystyle \mathrm {k} }, die durch die Hamilton-Regeln {\displaystyle \mathrm {i^{2}=j^{2}=k^{2}=i\,j\,k=-1} } nicht kommutativ verknüpft sind. Beispielsweise gilt {\displaystyle \mathrm {j\,k=-k\,j=i} }.
Anwendung auf eine reellwertige Funktion {\displaystyle f} (formale Multiplikation) liefert die quaternionische Entsprechung für deren Gradient und Laplace-Ableitung:
{\displaystyle {\begin{aligned}\nabla f=&\mathrm {i} \,{\frac {\partial f}{\partial x}}+\mathrm {j} \,{\frac {\partial f}{\partial y}}+\mathrm {k} \,{\frac {\partial f}{\partial z}}=\operatorname {grad} f\\\nabla \nabla f=&\nabla \cdot \nabla f=-{\frac {\partial ^{2}f}{\partial x^{2}}}-{\frac {\partial ^{2}f}{\partial y^{2}}}-{\frac {\partial ^{2}f}{\partial z^{2}}}=-\Delta f\end{aligned}}}
Anwendung auf eine reine Quaternion {\displaystyle q=\mathrm {i} \,u+\mathrm {j} \,v+\mathrm {k} \,w} (formale Multiplikation) liefert:
{\displaystyle {\begin{aligned}\nabla q=&-{\frac {\partial u}{\partial x}}-{\frac {\partial v}{\partial y}}-{\frac {\partial w}{\partial z}}+\mathrm {i} \,\left({\frac {\partial w}{\partial y}}-{\frac {\partial v}{\partial z}}\right)+\mathrm {j} \,\left({\frac {\partial u}{\partial z}}-{\frac {\partial w}{\partial x}}\right)+\mathrm {k} \,\left({\frac {\partial v}{\partial x}}-{\frac {\partial u}{\partial y}}\right)\\=&-\nabla \cdot q+\nabla \times q=-\operatorname {div} q+\operatorname {rot} q\end{aligned}}}
Die hier benutzten Definitionen des Skalarprodukts und Kreuzprodukts von Quaternionen sind im Hauptartikel nachzuschlagen.

## Rechenregeln
Rechenregeln für den Nabla-Operator lassen sich formal aus den Rechenregeln für Skalar- und Kreuzprodukt zusammen mit den Ableitungsregeln herleiten. Dabei muss man die Produktregel anwenden, wenn der Nabla-Operator links von einem Produkt steht.
Sind {\displaystyle \psi } und {\displaystyle \varphi } differenzierbare Skalarfelder (Funktionen) und {\displaystyle {\vec {A}}} sowie {\displaystyle {\vec {B}}} differenzierbare Vektorfelder, so gilt:
{\displaystyle {\vec {\nabla }}\varphi (\psi )={\frac {\mathrm {d} \varphi }{\mathrm {d} \psi }}{\vec {\nabla }}\psi } (Kettenregel für Gradient)
{\displaystyle {\vec {\nabla }}(\psi \varphi )=\psi {\vec {\nabla }}\varphi +\varphi {\vec {\nabla }}\psi } (Produktregel für Gradient)
{\displaystyle {\vec {\nabla }}({\vec {A}}\cdot {\vec {B}})=({\vec {A}}\cdot {\vec {\nabla }}){\vec {B}}+({\vec {B}}\cdot {\vec {\nabla }}){\vec {A}}+{\vec {A}}\times ({\vec {\nabla }}\times {\vec {B}})+{\vec {B}}\times ({\vec {\nabla }}\times {\vec {A}})}
{\displaystyle {\vec {\nabla }}\cdot (\varphi {\vec {A}})=\varphi {\vec {\nabla }}\cdot {\vec {A}}+{\vec {A}}\cdot {\vec {\nabla }}\varphi }
{\displaystyle {\vec {\nabla }}\cdot ({\vec {A}}\times {\vec {B}})={\vec {B}}\cdot ({\vec {\nabla }}\times {\vec {A}})-{\vec {A}}\cdot ({\vec {\nabla }}\times {\vec {B}})}
{\displaystyle {\vec {\nabla }}\cdot ({\vec {\nabla }}\varphi )=\operatorname {div(grad} \varphi )=\Delta \varphi } (siehe auch Laplace-Operator)
{\displaystyle {\vec {\nabla }}\cdot ({\vec {\nabla }}\times {\vec {A}})=\operatorname {div(rot} {\vec {A}})=0}
{\displaystyle {\vec {\nabla }}\times ({\vec {\nabla }}\varphi )=\operatorname {rot(grad} \varphi )=0}
{\displaystyle {\vec {\nabla }}\times \varphi {\vec {A}}=\varphi {\vec {\nabla }}\times {\vec {A}}-{\vec {A}}\times {\vec {\nabla }}\varphi }
{\displaystyle {\vec {\nabla }}\times ({\vec {A}}\times {\vec {B}})=({\vec {B}}\cdot {\vec {\nabla }}){\vec {A}}-{\vec {B}}({\vec {\nabla }}\cdot {\vec {A}})+{\vec {A}}({\vec {\nabla }}\cdot {\vec {B}})-({\vec {A}}\cdot {\vec {\nabla }}){\vec {B}}}
{\displaystyle {\vec {\nabla }}\times ({\vec {\nabla }}\times {\vec {A}})=\operatorname {rot(rot} {\vec {A}})=\operatorname {grad(div} {\vec {A}})-\Delta {\vec {A}}} (siehe auch vektorieller Laplace-Operator)
Weitere Rechenregeln siehe unter Gradient, Divergenz und Rotation.

## Anwendung in der Kontinuumsmechanik
In der Kontinuumsmechanik wird der Nabla-Operator dazu verwendet, zusätzlich zu den oben genannten Operatoren den Gradient eines Vektorfeldes und die Divergenz sowie Rotation eines Tensorfeldes zu definieren. Hier kann der Nabla-Operator gelegentlich auch nach links wirken.
Die Darstellung erfolgt wegen der Wichtigkeit der Rotation für die Kontinuumsmechanik in drei Dimensionen. Sei also {\displaystyle D\subset \mathbb {R} ^{3}} eine offene Teilmenge, {\displaystyle {\vec {V}}=(V_{x},V_{y},V_{z})^{\top }\colon D\to \mathbb {R} ^{3}} ein differenzierbares Vektorfeld mit Komponenten Vx,y,z, die wie üblich nach dem Schema x→1, y→2 und z→3 durchnummeriert werden, und {\displaystyle \mathbf {T} \colon D\to \mathbb {R} ^{3\times 3}} ein differenzierbares Tensorfeld zweiter Stufe mit Komponenten {\displaystyle T_{ij}\,,\;i,j=1,2,3} bezüglich eines kartesischen Koordinatensystems.
Das transponierte dyadische Produkt des Nabla-Operators mit einem Vektorfeld {\displaystyle {\vec {V}}} ergibt – wie oben dargelegt – den Gradient eines Vektorfeldes
{\displaystyle ({\vec {\nabla }}\otimes {\vec {V}})^{\top }=\operatorname {grad} ({\vec {V}}):=\sum _{j=1}^{3}{\frac {\partial {\vec {V}}}{\partial x_{j}}}\otimes {\vec {e}}_{j}=\sum _{i=1}^{3}{\vec {e}}_{i}\otimes \operatorname {grad} (V_{i})=\sum _{i,j=1}^{3}{\frac {\partial V_{i}}{\partial x_{j}}}{\vec {e}}_{i}\otimes {\vec {e}}_{j}}
also ein Tensorfeld zweiter Stufe. Der so definierte Gradient stimmt mit der Fréchet-Ableitung überein:
{\displaystyle \operatorname {grad} ({\vec {V}})\cdot {\vec {h}}=\left.{\frac {\mathrm {d} }{\mathrm {d} s}}{\vec {V}}({\vec {x}}+s{\vec {h}})\right|_{s=0}=\lim _{s\rightarrow 0}{\frac {{\vec {V}}({\vec {x}}+s{\vec {h}})-{\vec {V}}({\vec {x}})}{s}}\quad {\text{für alle}}\;{\vec {x}},{\vec {h}}\in D}
und nähert das Vektorfeld in der Nähe eines Punktes {\displaystyle {\vec {x}}} linear an:
{\displaystyle {\vec {V}}({\vec {y}})-{\vec {V}}({\vec {x}})=\mathrm {grad} ({\vec {V}})\cdot ({\vec {y}}-{\vec {x}})+{\mathcal {O}}(|{\vec {y}}-{\vec {x}}|)} wenn {\displaystyle {\vec {y}}\to {\vec {x}}}
Das Landau-Symbol {\displaystyle {\mathcal {O}}(x)} stellt eine Größe dar, die langsamer wächst als ihr Argument {\displaystyle x}.
Das linksseitige Skalarprodukt des Nabla-Operators mit einem transponierten Tensorfeld zweiter Stufe ergibt formal die Divergenz des Tensorfeldes:
{\displaystyle {\vec {\nabla }}\cdot (\mathbf {T} ^{\top })=\operatorname {div} (\mathbf {T} )=\sum _{k=1}^{3}{\frac {\partial \mathbf {T} }{\partial x_{k}}}\cdot {\vec {e}}_{k}=\sum _{i,j}^{3}{\frac {\partial T_{ij}}{\partial x_{j}}}{\vec {e}}_{i}}
also ein Vektorfeld. Sie entspricht der Definition
{\displaystyle \mathrm {div} (\mathbf {T} )\cdot {\vec {c}}=\mathrm {div} \left(\mathbf {T} ^{\top }\cdot {\vec {c}}\right)\quad {\text{für alle}}\;{\vec {c}}\in \mathbb {V} }.
Es wird auch die nicht-transponierte Version benutzt, {\displaystyle {\vec {\nabla }}\cdot \mathbf {T} }, die bei symmetrischen Tensoren zum selben Ergebnis führt.
Das Kreuzprodukt des Nabla-Operators mit einem transponierten Tensor zweiter Stufe liefert dessen Rotation:
{\displaystyle {\vec {\nabla }}\times (\mathbf {T} ^{\top })=\operatorname {rot} (\mathbf {T} )=\sum _{i,j,l=1}^{3}{\vec {e}}_{i}\times {\frac {\partial T_{lj}}{\partial x_{i}}}({\vec {e}}_{j}\otimes {\vec {e}}_{l})=\sum _{i,j,k,l=1}^{3}\epsilon _{ijk}{\frac {\partial T_{lj}}{\partial x_{i}}}({\vec {e}}_{k}\otimes {\vec {e}}_{l})}
also ein Tensorfeld zweiter Stufe. Darin ist ϵijk = (êi × êj) · êk das Permutationssymbol. Obige Form der Rotation entspricht der Definition
{\displaystyle \mathrm {rot} (\mathbf {T} )\cdot {\vec {c}}=\mathrm {rot} \left(\mathbf {T} ^{\top }\cdot {\vec {c}}\right)\quad {\text{für alle}}\;{\vec {c}}\in \mathbb {V} }
Es wird auch die Form ohne Transposition benutzt, {\displaystyle {\vec {\nabla }}\times \mathbf {T} }, die bei symmetrischen Tensoren zum selben Ergebnis führt.